# 牛罵頭遺址
牛罵頭遺址是位於台灣臺中市清水區鰲峰山的一個考古遺址，也是台灣中部新石器時代文化牛罵頭文化的命名遺址。臺中市政府文化局已將原址規劃為「牛罵頭遺址文化園區」並對外開放，園區內有「牛罵頭遺址」、「牛罵頭遺址界牆剝取物」、「沙鹿區南勢坑遺址文化層斷面（灰坑剝取物）」與「鰲峰山營區及原清水神社遺構」等文化資產。

## 歷史
- 牛罵頭遺址最早可能在1937年興建清水神社時已顯露有部分文物出土，神社社掌西村昌澄即收藏了部分遺址出土石器及陶器。
- 1943年日本學者國分直一在大肚臺地西緣及大肚溪北岸進行考古調查時才正式發現「牛罵頭遺址」。
- 戰後初期劉斌雄、張光直、宋文薰等學者均曾加以調查研究，對於該遺址的年代及其所代表的文化層有所了解。
- 1975年，人類學者正以牛罵頭遺址之名來命名中部之新石器文化，但由於當地為陸軍營區，一直未能深入調查挖掘。
- 2001年由劉益昌、溫振華學者進行挖掘，出土大量器物。
- 2005年陸軍軍營遷出，11月21日由臺中縣文化局指定為縣定古蹟，並將該地規畫為「牛罵頭遺址文化園區」。
- 2006年4月26日，臺中縣文化局將「沙鹿區南勢坑遺址文化層斷面（灰坑剝取物）」登錄為一般古物，同年10月5日行政院文化建設委員會再將其指定為全國首件的「重要古物」，同年12月12日完成公告。
- 2010年12月25日台中縣、市合併，逕改列直轄市定遺址。
- 2013年2月，「牛罵頭遺址界牆剝取物」被指定為一般古物。7月，開放民眾預約入園，並將重要古物「沙鹿區南勢坑遺址文化層斷面（灰坑剝取物）」移置園區內保存並對外展示[1]，7月18日，將「鰲峰山營區及原清水神社遺構」登錄為歷史建築。
- 2014年7月，改為無需預約開放入園。[2]

## 遺址
遺址指定本體範圍所在地位於臺中市清水區鰲峰山公園內之牛罵頭遺址文化園區(原陸軍清水營區)，地上使用面積為1.6672公頃，及在基地下方的保安林地2.5308公頃、林務局清水工作站為遺址保存區範圍，其鄰接區域則為大街路東側的街屋和南側的鰲峰山保安林與台灣自來水公司清水營運所、原清水神社副參道。
牛罵頭遺址的年代約在3500年前至4500年前，除了下層屬較早的牛罵頭文化外，也包括上層番仔園文化，中層的營埔文化等不同時期的遺留。牛罵頭文化層出土的陶器，以紅、褐色陶為主，亦有少量黑色陶器，手製紋飾以拍印繩紋為主，其陶器的特色可看出承續了大坌坑文化，石器以為獵和農具為主，大量石製農具可看出當時人應是以農耕為主，並兼行漁撈和狩獵。除器物外也有墓葬出土。

## 相片集

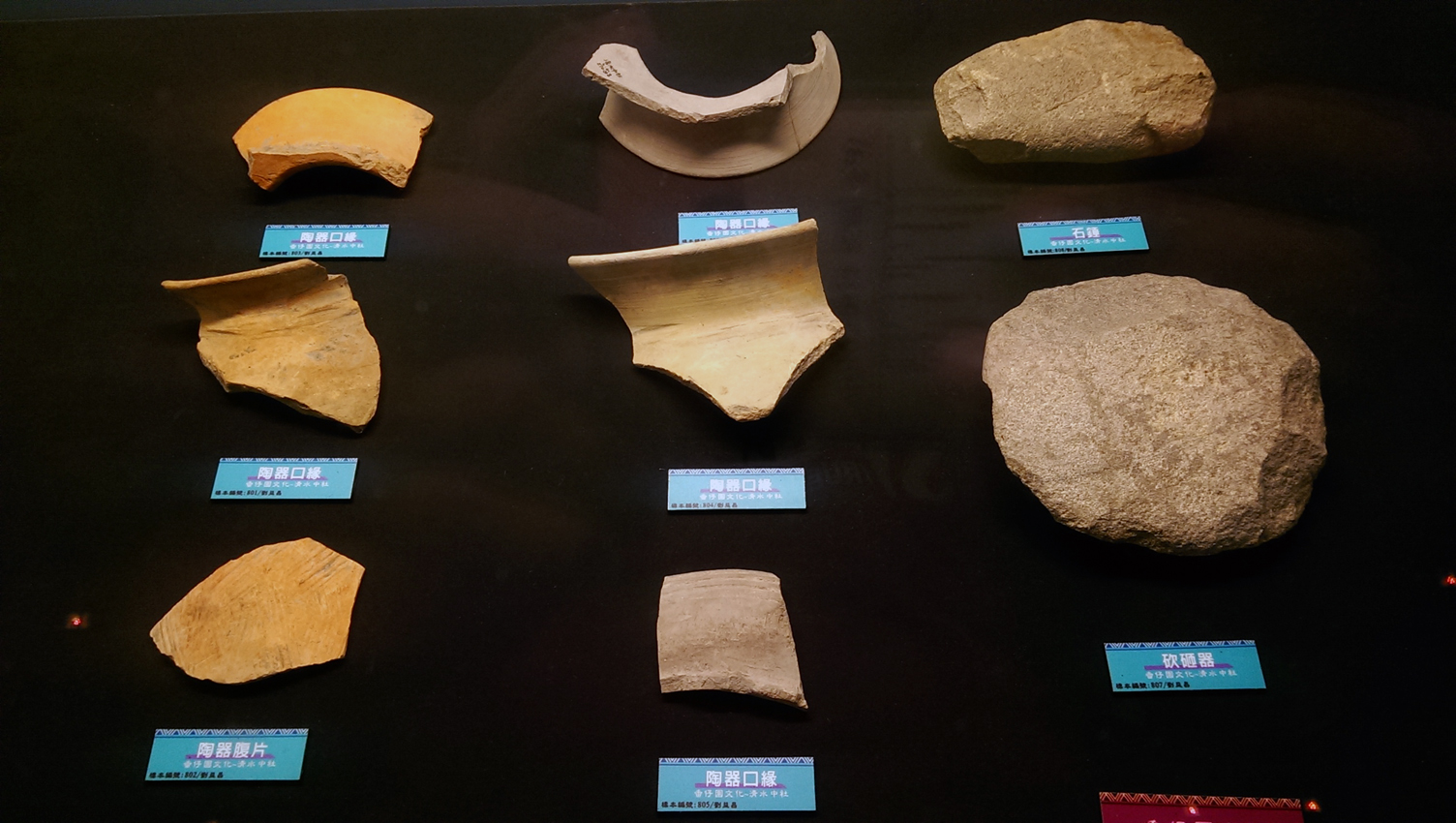
牛罵頭遺址出土文物
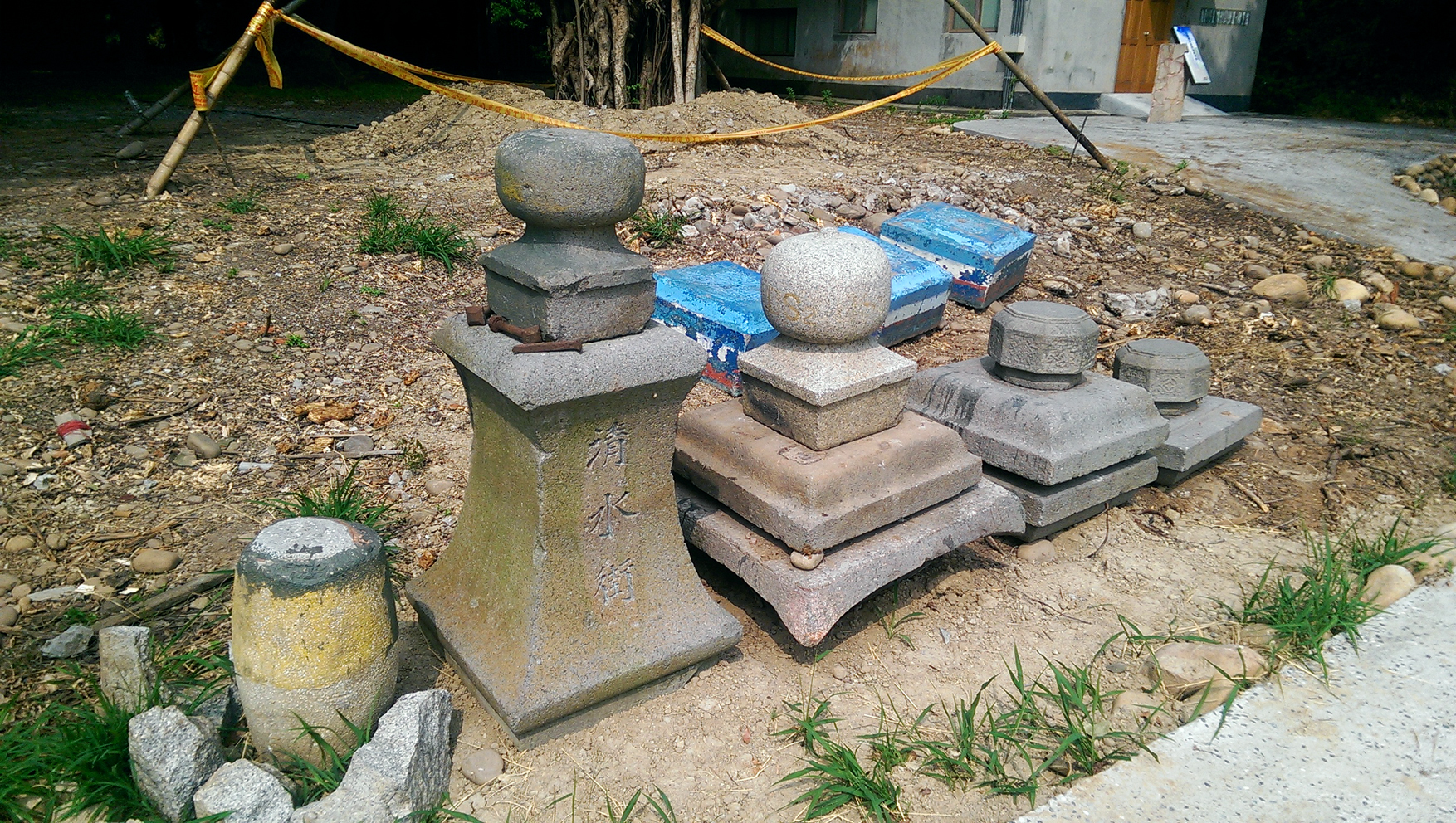
清水神社石燈
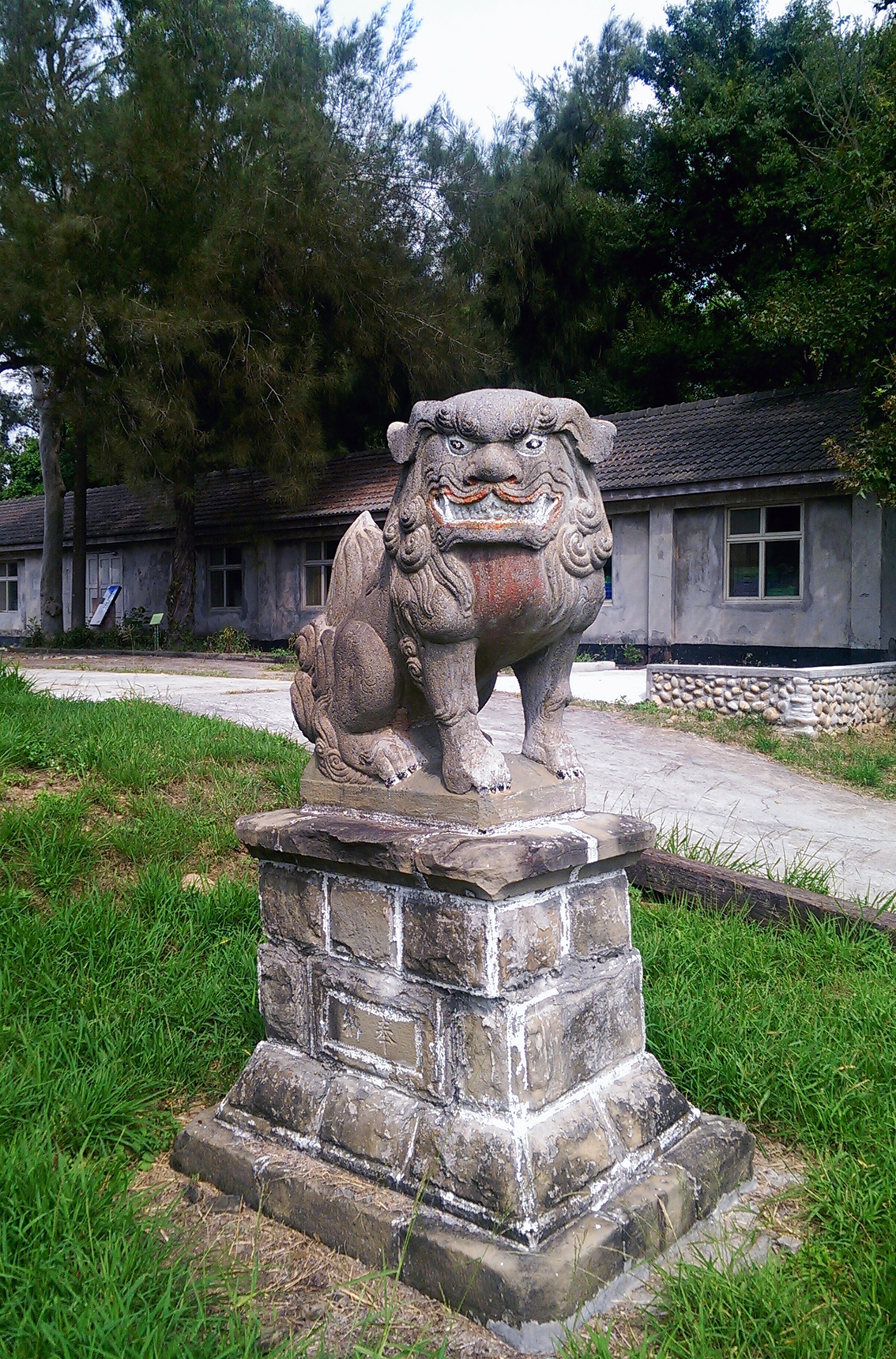
清水神社石狛
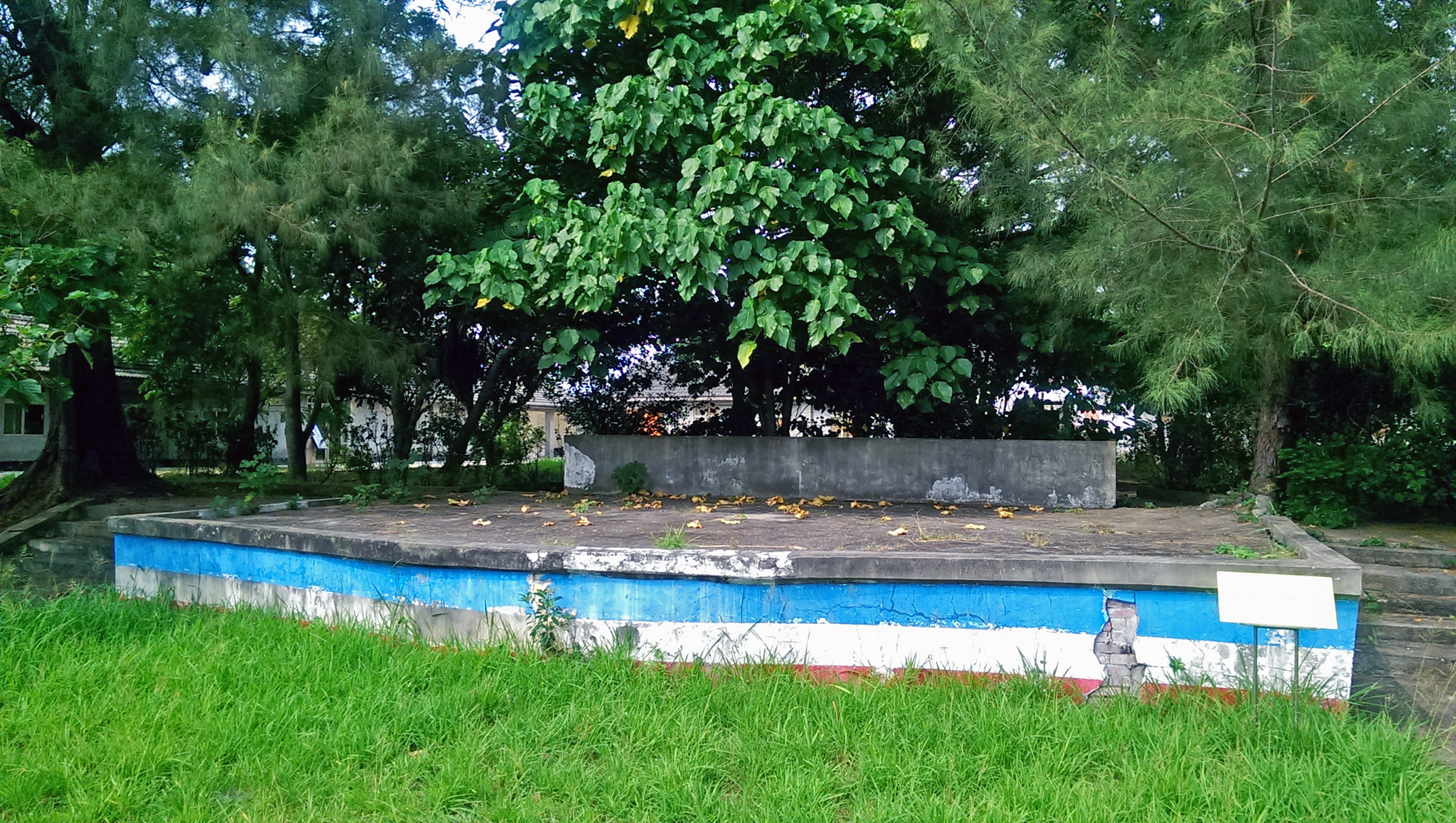
鰲峰山營區司令台
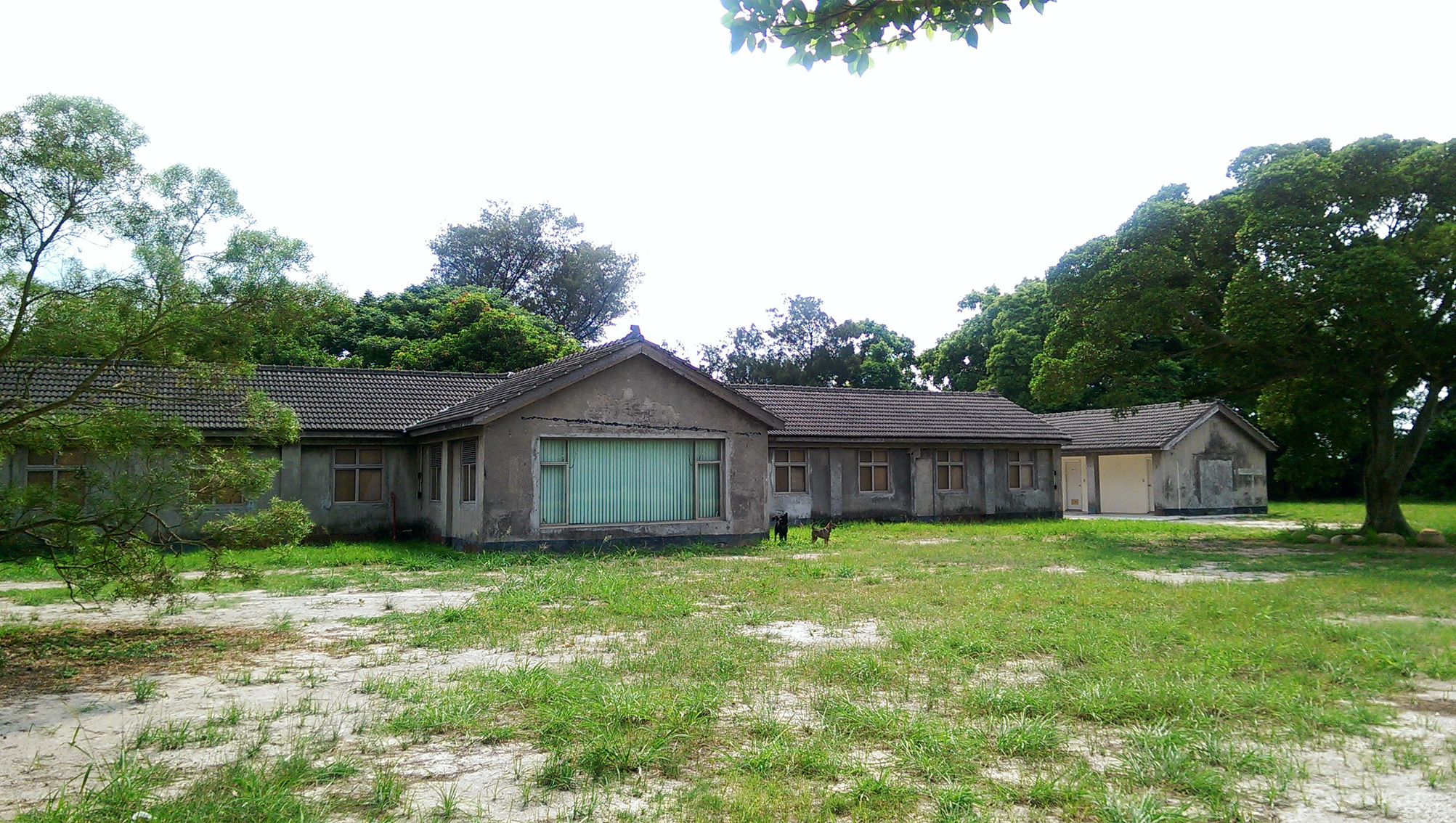
鰲峰山營區軍事營舍
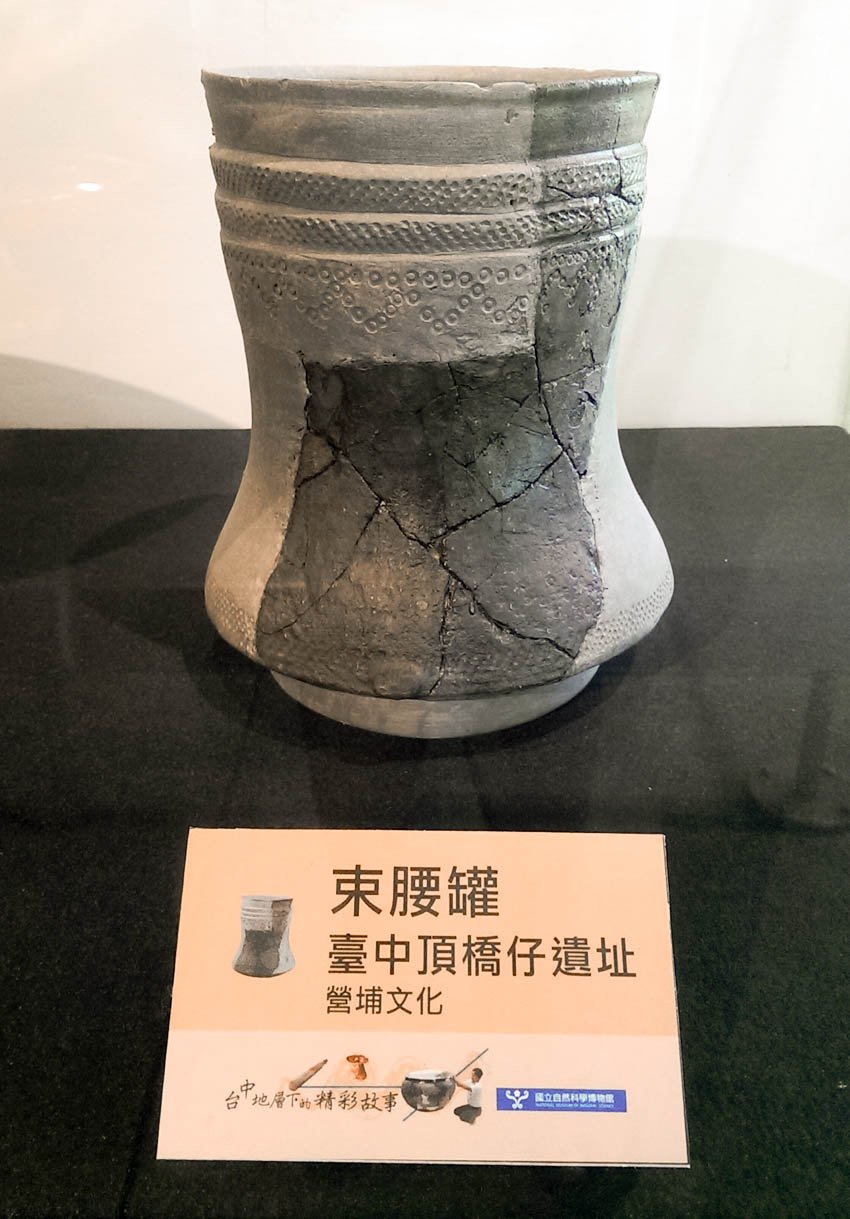
頂橋仔遺址出土文物，保存在園區內

## 周邊
- 鰲峰山公園
- 社口遺址
- 中社遺址

## 外部連結
- 牛罵頭遺址文化園區 （页面存档备份，存于）
- 牛罵頭遺址文化園區 （页面存档备份，存于）-臺中市觀旅局
- 牛罵頭遺址文化園區（拍瀑拉文化基地、山步館） （页面存档备份，存于）-臺中市文化資產處
- 牛罵頭遺址——文化部文化資產局 （页面存档备份，存于）
- 牛罵頭遺址界牆剝取物——文化部文化資產局 （页面存档备份，存于）
- 沙鹿鎮南勢坑遺址文化層斷面（灰坑剝取物）——文化部文化資產局 （页面存档备份，存于）
- 沙鹿鎮南勢坑遺址文化層斷面(灰坑剝取物)——文化部文化資產局 （页面存档备份，存于）